# القمة العربية 1976 (القاهرة)
القمة العربية 1976 أقيمت في 25 أكتوبر في مدينة القاهرة، مصر بعد أقل من أسبوعين على قمة الرياض، حضرتها 14 دولة لاستكمال بحث الأزمة اللبنانية التي بدأت في المؤتمر السداسى في الرياض. وجرى خلال القمة دعوة الدول العربية كل حسب إمكاناتها إلى الإسهام في إعادة تعمير لبنان والالتزام بدعم التضامن العربي.